# Seattle Seahawks 1979
La stagione 1979 dei Seattle Seahawks è stata la quarta della franchigia nella National Football League. Per la seconda stagione consecutiva, i Seahawks mancarono i playoff per una sola partita. Momenti da ricordare della stagione furono la vittoria sugli Oakland Raiders, tenuti a zero punti segnati per il secondo anno consecutivo, e la prima vittoria nella storia della franchigia contro i Denver Broncos in una rimonta per 28-23 al Kingdome. I Seahawks inoltre vinsero nella loro prima apparizione nel Monday Night Football contro gli Atlanta Falcons, 31-28.

## Scelte nel Draft 1979
| Giro/Scelta | Giocatore       | Ruolo            | College           |
| ----------- | --------------- | ---------------- | ----------------- |
| 1/18        | Manu Tuiasosopo | Defensive end    | UCLA              |
| 2/45        | Joe Norman      | Linebacker       | Indiana           |
| 3/57        | Michael Jackson | Linebacker       | Washington        |
| 4/102       | Mark Bell       | Defensive End    | Colorado State    |
| 7/169       | Larry Polowski  | Linebacker       | Boise State       |
| 9/240       | Ezra Tate       | Running back     | Mississippi State |
| 10/267      | Robert Hardy    | Defensive tackle | Jackson State     |
| 11/293      | Jim Hinesly     | Offensive guard  | Michigan State    |
| 12/319      | Jeff Moore      | Running Back     | Jackson State     |

## Staff
Fonte:

## Roster
| Roster dei Seattle Seahawks nel 1979 |
| --- |
| Quarterback - 12 Sam Adkins - 16 Steve Myer - 10 Jim Zorn Running Back - 31 Tony Benjamin - 33 Dan Doornink FB - 24 Al Hunter - 47 Sherman Smith Wide Receiver - 89 Duke Fergerson - 86 Jessie Green - 80 Steve Largent - 84 Sam McCullum - 83 Steve Raible Tight End - 88 Brian Peets Offensive Linemen - 76 Steve August T - 63 Nick Bebout T - 60 Ron Coder G - 69 Bill Fifer T - 54 Art Kuehn C - 61 Tom Lynch G - 70 Jeff Sevy G - 51 John Yarno C Defensive Linemen - 82 Mark Bell DE - 68 Dennis Boyd DT - 67 Bill Cooke DT/DE - 71 Carl Eller DE - 77 Bill Gregory DE - 75 Robert Hardy DT - 62 Ernie Price DE - 74 Manu Tuiasosopo DT Linebacker - 58 Terry Beeson - 53 Keith Butler - 57 Pete Cronan - 56 Sammy Green - 55 Michael Jackson - 59 Charles McShane - 52 Joe Norman - 50 Larry Polowski Defensive Back - 27 Autry Beamon S - 22 Dave Brown CB - 44 John Harris S - 26 Kerry Justin - 20 Mike O'Brien - 42 Keith Simpson S - 38 Cornell Webster CB Special Team - 34 Tony Green PR - 1 Efrén Herrera K - 32 Jeff Moore KR - 18 Herman Weaver P Lista delle riserve - 85 Mike Allen WR (IR) - 72 Louis Bullard T (IR) - 25 Don Dufek S (IR) - 78 Bob Newton G (IR) - 66 Bill Sandifer DT (IR) - 81 John Sawyer TE (IR) - 35 David Sims RB (IR) 51 attivi, 0 inattivi, 0 nella squadra di allenamento |
| Legenda - I rookie sono in corsivo. - Il primo ruolo è il principale mentre gli eventuali successivi indicano i ruoli secondari. - (IR) sta per Injured Reserve ed indica la lista ristretta per un solo giocatore infortunato che può tornare ad allenarsi dopo la settimana 6 e a rientrare in prima squadra dopo che questa ha giocato 8 partite. - (NF-Inj.) / (NF-Ill.) stanno rispettivamente per Non-Football Injured e Non-Football Illness ed indicano le liste dove viene inserito un giocatore che ha un infortunio o una malattia non dipendente dal football americano. - (PUP) sta per Physically Unable to Perform ed indica la lista dove viene inserito un giocatore mentre è in attesa di recuperare la condizione fisica. Nella stagione regolare dopo la sesta partita giocata dalla propria squadra, il giocatore ha tempo tre settimane per riprendere ad allenarsi, più tre settimane aggiuntive dal suo rientro agli allenamenti per rientrare in prima squadra. |

## Calendario
| Turno | Data       | Avversario            | Risultato | Stadio                          | Record | Pubblico |
| 1     | 2/9/1979   | San Diego Chargers    | S 16-33   | Kingdome                        | 0-1    | 62.887   |
| 2     | 9/9/1979   | @ Miami Dolphins      | S 10-19   | Miami Orange Bowl               | 0-2    | 56.233   |
| 3     | 16/9/1979  | Oakland Raiders       | V 27-10   | Kingdome                        | 1-2    | 61.602   |
| 4     | 23/9/1979  | @ Denver Broncos      | S 34-37   | Mile High Stadium               | 1-3    | 74.879   |
| 5     | 30/9/1979  | Kansas City Chiefs    | S 6-24    | Kingdome                        | 1-4    | 61.169   |
| 6     | 7/10/1979  | @ San Francisco 49ers | V 35-24   | Candlestick Park                | 2-4    | 44.592   |
| 7     | 14/10/1979 | @ San Diego Chargers  | S 10-20   | San Diego Stadium               | 2-5    | 50.077   |
| 8     | 21/10/1979 | Houston Oilers        | V 34-14   | Kingdome                        | 3-5    | 60.705   |
| 9     | 29/10/1979 | @ Atlanta Falcons     | V 31-28   | Atlanta-Fulton County Stadium   | 4-5    | 52.566   |
| 10    | 4/11/1979  | Los Angeles Rams      | S 0-24    | Kingdome                        | 4-6    | 62.048   |
| 11    | 11/11/1979 | @ Cleveland Browns    | V 29-24   | Cleveland Stadium               | 5-6    | 72.440   |
| 12    | 18/11/1979 | New Orleans Saints    | V 38-24   | Kingdome                        | 6-6    | 60.055   |
| 13    | 26/11/1979 | New York Jets         | V 30-7    | Kingdome                        | 7-6    | 59.977   |
| 14    | 2/12/1979  | @ Kansas City Chiefs  | S 21-37   | Arrowhead Stadium               | 7-7    | 42.160   |
| 15    | 8/12/1979  | Denver Broncos        | V 28-23   | Kingdome                        | 8-7    | 60.038   |
| 16    | 16/12/1979 | @ Oakland Raiders     | V 29-24   | Oakland-Alameda County Coliseum | 9-7    | 53.177   |

## Classifiche
| AFC West              | AFC West | AFC West | AFC West | AFC West | AFC West | AFC West | AFC West | AFC West | AFC West |
|                       | V        | S        | P        | %        | DIV      | CONF     | PF       | PS       | Str.     |
| --------------------- | -------- | -------- | -------- | -------- | -------- | -------- | -------- | -------- | -------- |
| San Diego Chargers(1) | 12       | 4        | 0        | .750     | 6–2      | 9–3      | 411      | 246      | V2       |
| Denver Broncos(5)     | 10       | 6        | 0        | .625     | 4–4      | 7–5      | 289      | 262      | S2       |
| Seattle Seahawks      | 9        | 7        | 0        | .563     | 3–5      | 6–6      | 378      | 372      | V2       |
| Oakland Raiders       | 9        | 7        | 0        | .563     | 3–5      | 5–7      | 365      | 337      | S1       |
| Kansas City Chiefs    | 7        | 9        | 0        | .438     | 4–4      | 7–7      | 238      | 262      | S1       |

## Leader della squadra
| Leader della squadra   |                 |       |
| Categoria              | Giocatore       | N.    |
| Yard passate           | Jim Zorn        | 3.661 |
| Touchdown passati      | Jim Zorn        | 20    |
| Yard corse             | Sherman Smith   | 775   |
| Touchdown su corsa     | Sherman Smith   | 11    |
| Ricezioni              | Steve Largent   | 66    |
| Yard ricevute          | Steve Largent   | 1.237 |
| Touchdown su ricezione | Steve Largent   | 9     |
| Sack                   | Manu Tuiasosopo | 8,0   |
| Intercetti             | Dave Brown      | 5     |